# Piaggio P166
Le Piaggio P166 est un aéronef léger utilitaire développé par Piaggio Aero dans les années soixante.
Le P166 a été produit en de nombreuses versions et employé à de multiples tâches : avion d'affaires, ambulance, usages militaires, formation et apprentissage, reconnaissance maritime et surveillance aérienne, photographie aérienne.

## Origines
L'avion amphibie P136 fut la première production après-guerre de la Rinaldo Piaggio à Gênes. Avec une aile haute et des moteurs à hélice propulsive pour assurer une garde au sol suffisante et un meilleur confort en cabine, le Royal Gull (goéland royal) fut un succès commercial relatif (65 exemplaires produits) aussi bien en Italie (acheté par l'Aeronautica militare) qu'à l'étranger où une version légèrement modifiée fut exportée. Piaggio utilisa le P136 comme base de développement pour le P166 dont la conception débuta en 1955.

## Conception et développement
Le 26 novembre 1957, le premier prototype du P166, I-RIAF, décolla de Villanova d'Albenga, l'aéroport de test de Piaggio, avec aux commandes Aldo Gasperi. Il se caractérisait par une grande manœuvrabilité et facilité de chargement. Le prototype reçut l'agrément américain et italien (RAI) fin juillet 1958 (enregistré comme I-PIAK). Les deux autres modèles de pré-production furent utilisés aux États-Unis (Tracker Corp.) et au Royaume-Uni (Mc Alphine).
L'Aeronautica militare commanda 51 exemplaires d'une version modifiée du P166 avec cabine renforcée, soit la plus grande commande de P166.
Après une première série de 32 avions, Piaggio lance le P-166B Portofino, équipé de moteurs plus puissants de 380 ch et un nez plus allongé (pour l'avionique). Le Portofino ne fut produit qu'en 6 exemplaires. En octobre 1964, un nouveau P-166C est lancé, avec une cabine plus vaste et avec un train d'atterrissage rétractable. Mais compte tenu de l'insuccès, Piaggio rétablit le train d'atterrissage initial. 
La South African Air Force s'intéressa au P166 pour des patrouilles maritimes sous la forme du P166S avec un nez légèrement plus long, deux portes d'accès pour les pilotes et des réservoirs plus grands contenant 320 litres chacun, ce qui lui permettait une autonomie de huit ou neuf heures. Le premier avion (n° 417) fit son premier vol en octobre 1968 et fut certifié en février 1969. Les premiers exemplaires ont été envoyés par bateau au Cap et assemblés à Ysterplaat Air Force Base.
La production continua à travers les versions BL2 et DL2, jusqu'au DL3. Le P166 DL-3 est toujours utilisé par la Guardia di Finanza et les garde-côtes italiens. Ils furent même utilisés dans des missions de paix des Nations unies en Érythrée. La dernière version est la DP1 (deux DL3, les numéros 465 et 466 ont été convertis en DP1), avec une avionique entièrement modernisée et deux moteurs Pratt & Whitney Canada PT6A-121.

## Variantes
P.166

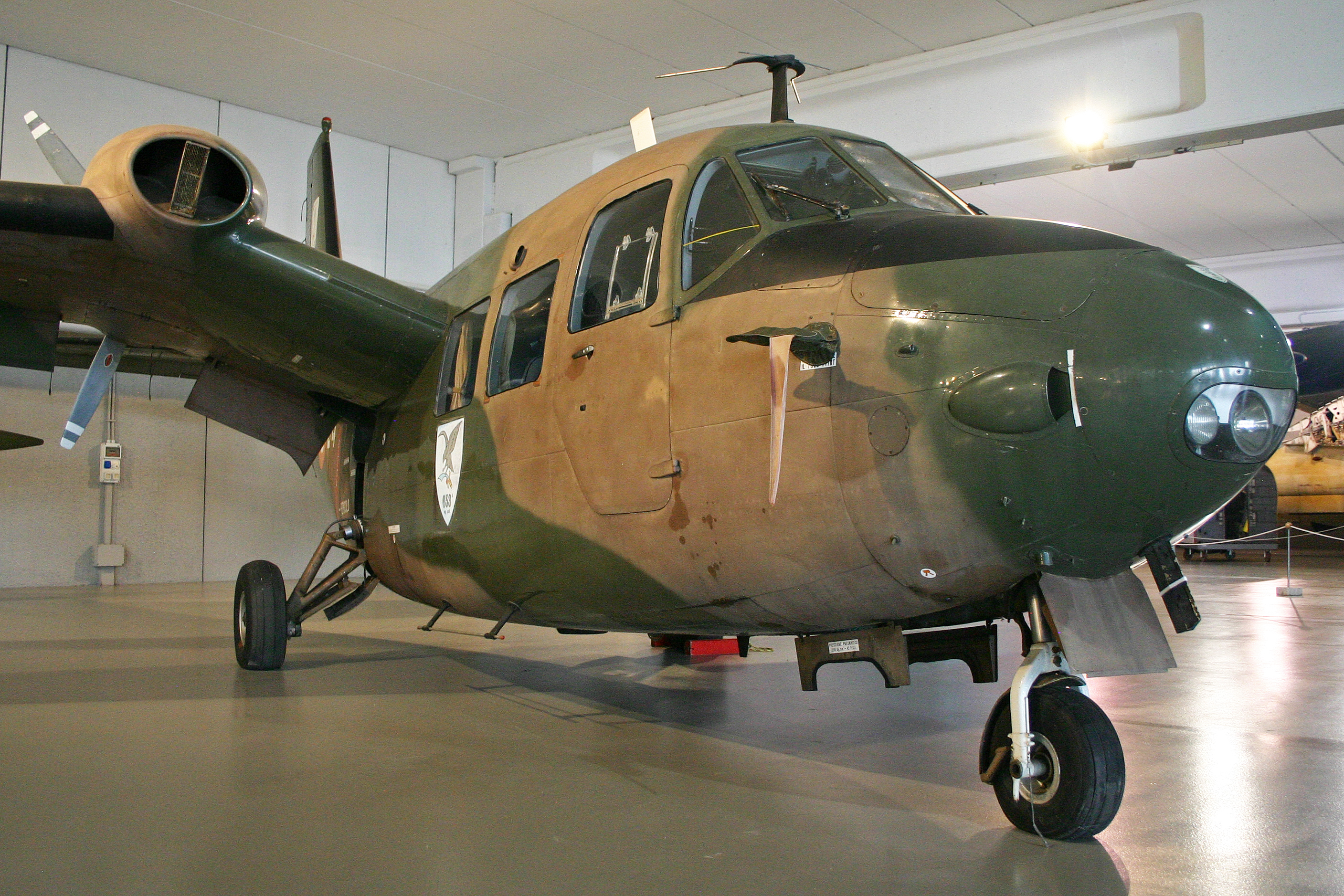
Piaggio P.166 M

Prototypes propulsés par des moteurs Lycoming GSO-480-B1C6 de 340 ch, 3 construits
P.166AL1
Première version de production, pouvant transporter six à 8 passager avec deux pilotes. Propulsé par deux moteurs Lycoming GSO-480-B1C6 de 340 ch, 29 construits.
P.166B Portofino
Version révisé plus puissante et équipée d'un nez plus long. Propulsé par deux moteurs Lycoming IGSO-540-A1C de 380 ch. Cinq construits.
P.166BL2/APH
Version de reconnaissance photo pour l'Aeronautica militare. Deux construits.
P.166CL2
Version de transport régional du P.166B avec des berceaux de train d’atterrissage externes pour permettre d’agrandir la cabine jusqu'à 12 passagers. Deux, voire quatre, construits selon les sources.

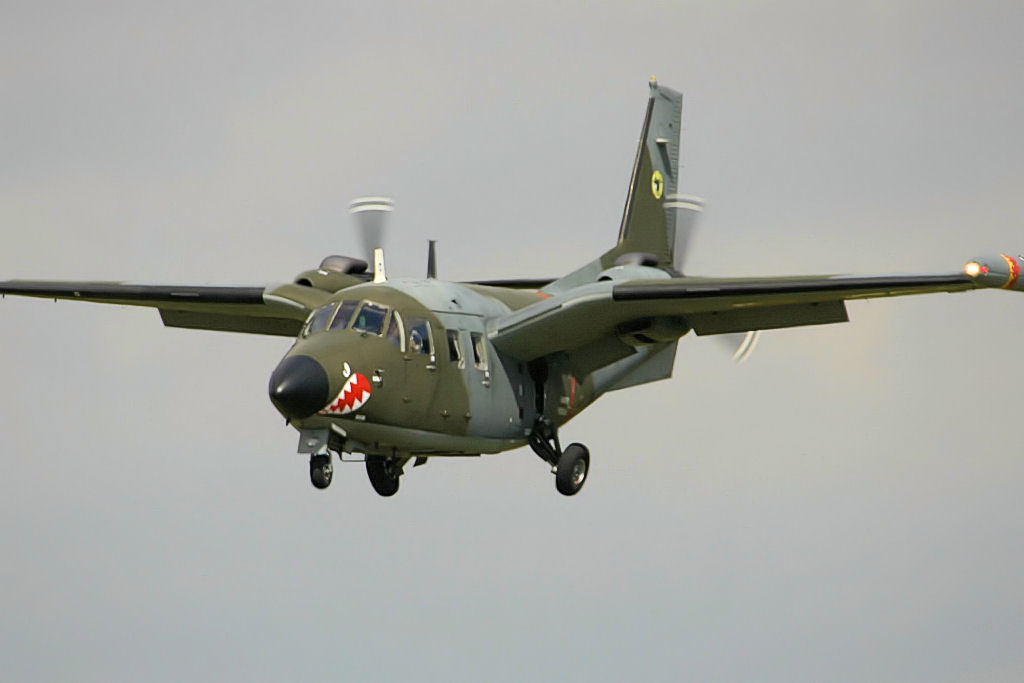
Piaggio P.166 DL3

P.166DL3
Version de transport léger, propulsé par deux turbopropulseurs Lycoming LTP101-600 de 600 ch. 14 construits dont les sous variantes.
P.166DL3/APH
Version de reconnaissance photo du DL3. 6 construits pour l'Aeronautica militare.
P.166DL3/MAR

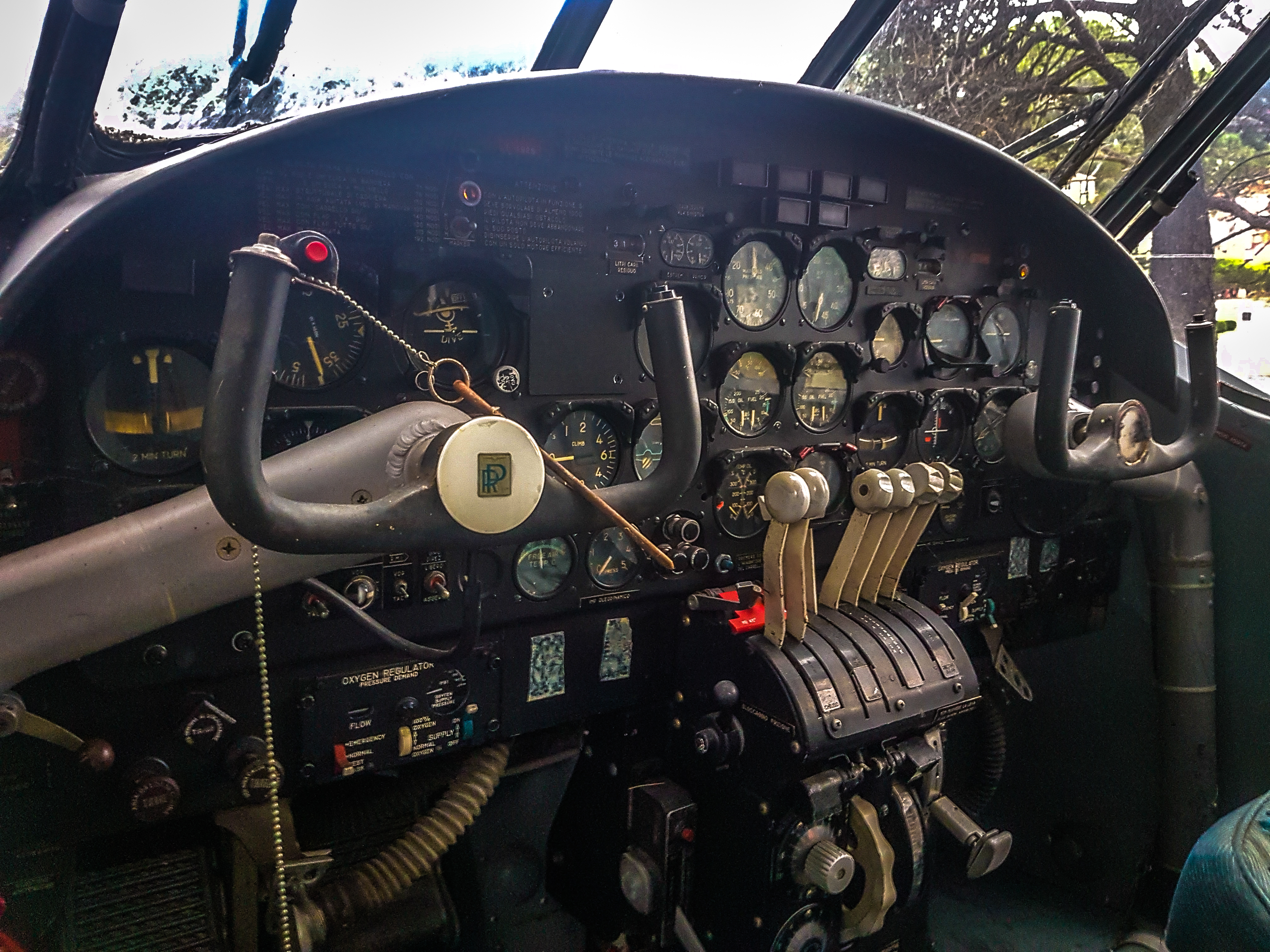
Cockpit du P166

Version de patrouille maritime du DL3. Deux construits pour la Somalie.
P.166DL3/SEM
Version de patrouille maritime paramilitaire (SEM - Sorveglianza Ecologia e Marittima - Surveillance maritime et écologique ) du DL3. 12 avions construits pour les gardes côtes italiens et 10 pour la Guardia di Finanza.
P.166DP1
Version remotorisée avec des turbopropulseurs Pratt & Whitney PT6A-121 de 615 ch. 8 appareils convertis pour la Guardia di Finanza.
P.166M
Version militaire du P.166A, 49 construits pour l'Aeronautica militare.
P.166S Albatross
Version de patrouille maritime, de recherche et de sauvetage de la South African Air Force avec un nez allongé et de plus grands réservoirs conformes, 20 construits.

## Opérateurs
Afrique du Sud
- Deux Piaggio P166 sud africains en formationSouth African Air Force
  - 27 Squadron SAAF

 Australie
- Ansett-ANA

 Italie

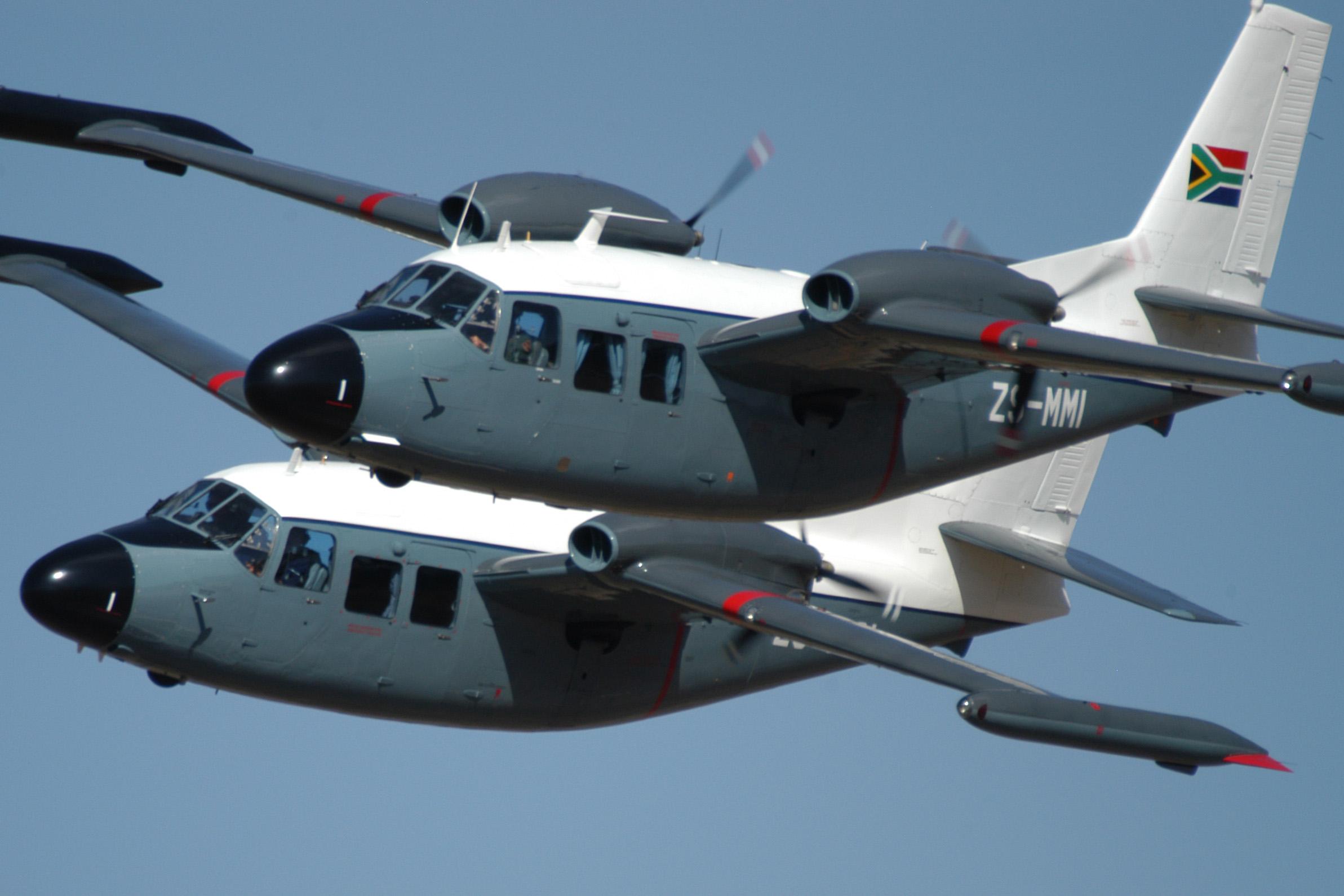
Deux Piaggio P166 sud africains en formation

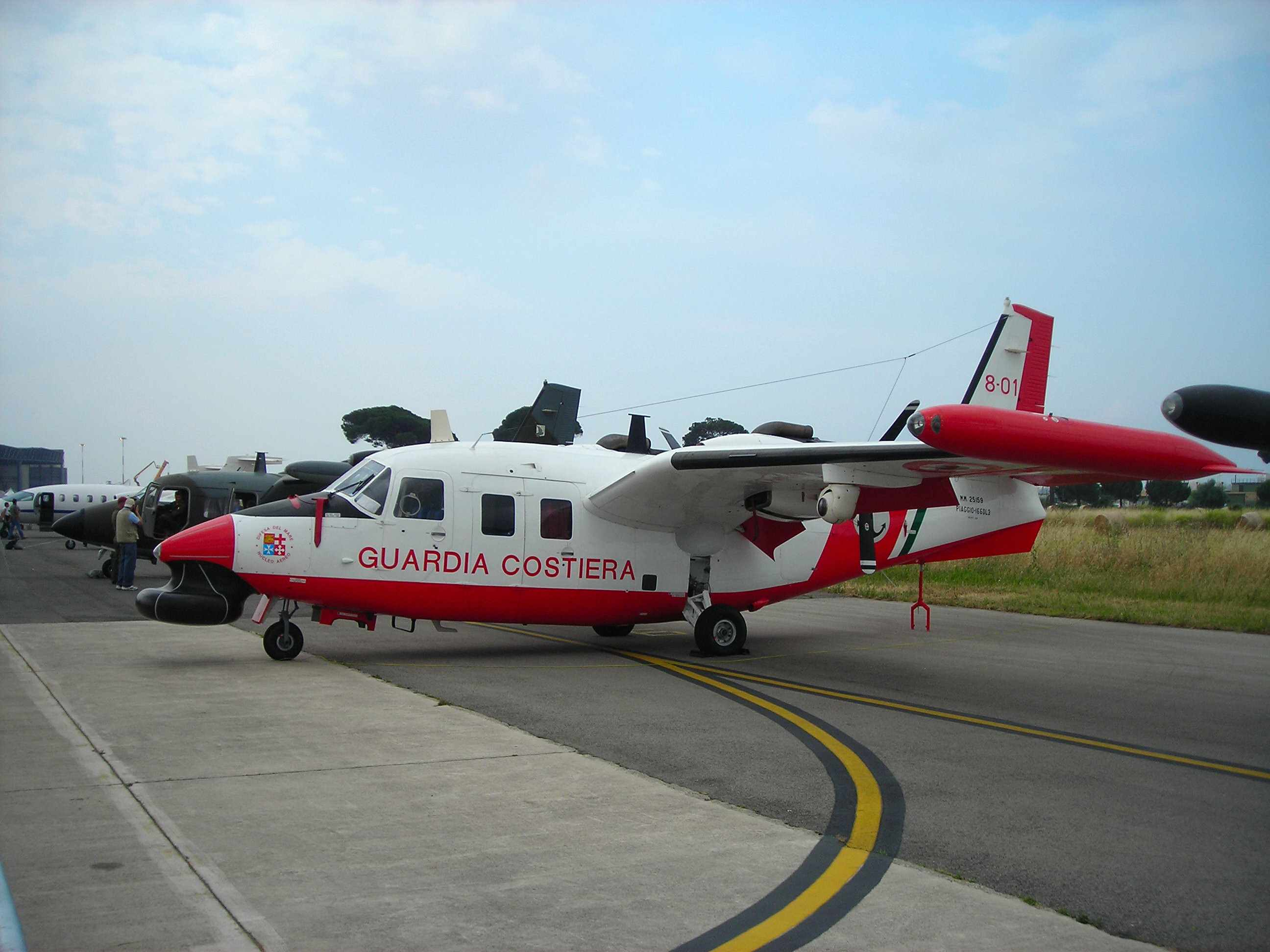
Un Piaggio P166 des Garde-Côtes Italiens

- Aeronautica militare - 49 P.166M livrés entre 1960 et 1968, 2 P.166BL2/APH et 6 P.166-DL3/APH de reconnaissance photographique.
- Corps des capitaineries de port - Garde côtière - 12 P.166-DL3/SEM livrés entre 1988 et 1990. Retirés du service en Juillet 2017.
- Guardia di Finanza - 2 P.166-DL3 ex-Alitalia  utilisés comme avion d'entrainement et de transporte en 1990 et 10 P.166-DL3/SEM neufs entre 1991 et 1995 dont 8 avions convertis ensuite au standard P.166DP1.
- Ministère italien de la marine marchande

 Somalie
- Force aérienne somalienne - 2 P.166-DL3 et 2 P.166-DL3/MAR de patrouille maritime achetés en 1980.

## Accident
- Le 14 août 2011 deux P.166s de la South African Air Force qui volaient en formation s'écrasent près du sommet du Mamotswiri Peak dans le brouillard tuant les treize occupants[1].

## Référence
1. ↑  Aviation-safety.net